# A dispărut un „Fragonard”
A dispărut un „Fragonard” (titlul original: în cehă Nahá pastýřka) este un film de comedie polițistă cehoslovac, realizat în 1966 de regizorul Jaroslav Mach, protagoniști fiind actorii Karel Höger, Jirina Petrovická, Vladimír Mensík și Bohumil Smída.
Acțiunea are loc la Castelul Ronov (filmat la Castelul Orlík), unde lucrează restauratorii de tablouri. Intriga constă în furtul picturii „Păstorița goală” de Fragonard. Făptașul a pictat peste tablou, astfel încât acesta să nu se distingă de original, dar a fost nevoit și să înlăture martori incomozi.

## Rezumat
Fostul actor Rudolf Zounar însoțește ca ghid turiștii la Castelul Ronov. Acesta spune povestea uciderii celebrei frumuseți franceze, Ana de la Castel, precum și pictura frumoasei ducese, în care a fost înfățișată ca o păstoriță goală, tablou care a dispărut în mod misterios. Arhivarul profesor Nykl, care este convins că tabloul este încă ascuns în castel, îl caută de ani de zile. A obținut permisiunea de a demonta șemineul din sala cavalerilor, ceea ce însă nu-i mulțumește pe Anna Jouzová, administratoarea colecțiilor. Ea face comerț activ cu antichități și tablouri scumpe cu organizatorul de înmormântări Pacínek. În plus, aici apare și fratele lui Jouzová, Šíp, care a făcut un deficit și vrea cincisprezece mii de la sora lui. El știe despre afacerile ei ilegale. Jouzová cunoaște ascunzătoarea picturii Păstoriței goale și se pregătește să o treacă prin contrabandă peste graniță. Dar apoi se ceartă cu fratele ei și în aceeași seară este găsită înjunghiată cu un pumnal în sala cavalerilor. Ancheta este preluată de căpitanul Tronda, care nu este doar un director entuziast al unei trupe de teatru voluntar, ci și un ofițer local de ordine publică. Anchetatorii maiorul Bergl și căpitanul Roj sosesc de la Praga pentru a-l ajuta. Nu va fi ușor să descoperiți făptașii, pentru că sunt prea mulți suspecți și toți erau motivați să facă acea faptă.

## Distribuție
- Karel Höger – dr. Laburda
- Jirina Petrovická – Anna Juzová
- Vladimír Mensík – căpitanul VB Josef Tronda
- Bohumil Smída – Felix Pacínek
- Jan Skopecek – maiorul criminalist Jaroslav Bergl
- Ludek Munzar – Rudolf Zounar
- Martin Ruzek – pictorul Oskar Maudr
- Milos Nedbal – profesorul Nykl
- Jaroslav Mares – Karel Síp
- Katerina Klumparová – Kvetuska
- Oldrich Velen – căpitanul criminalist Roj
- Zdenek Rehor – locotenentul criminalist Patras
- Eva Jandácková – Judita
- Jindrich Blazicek – străinul